# Kunlun

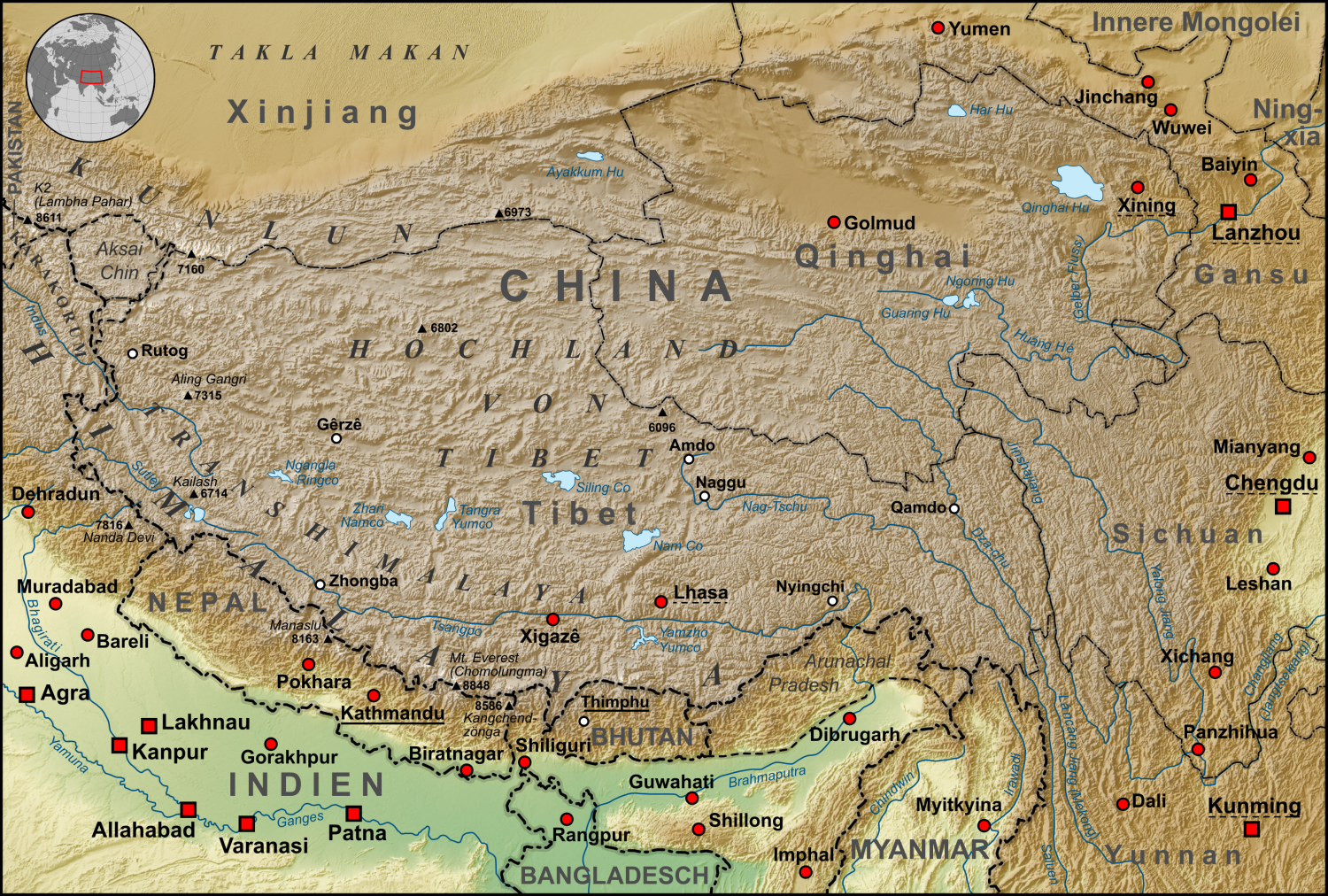
Das Kunlun-Gebirge am Nordrand des Hochlands von Tibet

Kunlun, veraltet: Kuenlun (chinesisch 崑崙山脈 / 昆仑山脉, Pinyin Kūnlún Shānmài – „Kunlun-Gebirge“, kurz 崑崙山 / 昆仑山,  Kūnlún Shān, tib. ཁུ་ནུ་རི་རྒྱུད) ist eine knapp 3000 km lange und bis 7167 m hohe Gebirgskette in China beziehungsweise in Hochasien.

## Geographie
Das Hochgebirge verläuft vom Fluss Yarkant – welcher die natürliche Grenze zum Pamir bildet, bzw. vom Karakorumpass (5575 m), der die Abgrenzung zum Karakorum darstellt – unter anderen entlang der Nordgrenze zum Autonomen Gebiet Tibet der Volksrepublik China in Richtung Osten. Dabei bildet es auf etwa 2500 km Länge die Nordgrenze zum Hochland von Tibet, der restliche östliche Teil befindet sich im Uigurischen Autonomen Gebiet Xinjiang. Im Norden bildet der Kunlun die Grenze zum Tarimbecken mit der Sandwüste Taklamakan.
Das Kunlun-Gebirge besteht im Wesentlichen aus dem westlichen Prschewalski-Gebirge, das an den Nordrand des Hochlands von Tibet stößt, und dem östlichen Marco-Polo-Gebirge, das an dasselbe Hochland grenzt und an den Südrand des Qaidam-Beckens stößt. Vom Prschewalskigebirge zweigt in Richtung Nordosten der Altun ab, der uneinheitlich als Zweig des Kunlun oder als Westteil des Nan Shan gesehen wird. Die östliche Fortsetzung wird als Qinling Shan bezeichnet.
In wissenschaftlicher Literatur findet sich auch eine Zusammenfassung des gesamten Orogens vom Westende des Kunlun bis zum Nan Shan/Qilian Shan unter der Bezeichnung Altun-Qilian-Kunlun-Kette (AQK).
Die Osthälfte des Kunlun Shan gehört zur länderübergreifenden Entwicklungsregion Hindukusch-Himalaya-Region.

## Berge

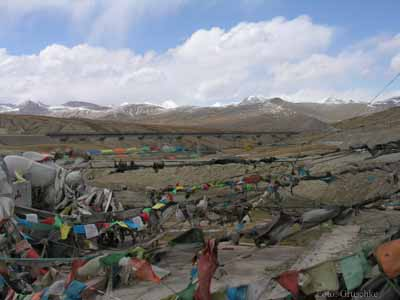
Die Tibet-Bahn am Kunlun-Pass

Die Gebirgsketten des Kunlun Shan weisen über 200 Gipfel von über 6000 m Höhe auf. Zu den Bergen gehören:
- Liushi Shan – Kunlun Goddess (7167 m, ⊙)
- Ulugh Muztagh (6973 m, ⊙)
- Bukadabang Feng (6860 m, ⊙)
- Yurung Shan I (6778 m, ⊙)
- Yurung Shan II (6767 m, ⊙)
- Kotaklik Shan (6580 m, ⊙)
- Qong Muztagh (6550 m, ⊙)
- Yuzhu Shan (6178 m, ⊙)
- Malan (6056 m)
- Tekiliktag (5466 m)

## Erd- und Klimageschichte
Das Kunlun-Gebirge entstand durch den Zusammenstoß der Platte des Indischen Subkontinents mit der Eurasischen Platte, wodurch sich der als Tethys bezeichnete Ur-Ozean schloss.
Auf einem Gletscher im Westteil des Gebirgszugs (Guliya Eiskappe) wurden mehrere Eisbohrkerne zur Klimarekonstruktion entnommen. Ursprünglich wurde angenommen, dass diese einen Zeitabschnitt von über 500.000 Jahren umfassen. Mit präziseren Datierungsmethoden musste dies auf maximal 15.000 bis 74.000 Jahre revidiert werden.

## Mythologie
Das Gebirge ist in der chinesischen Mythologie auch als daoistisches Paradies bekannt. Die erste überlieferte Reise dorthin unternahm nach der Legende der König Mu Wang (1001 bis 946 v. Chr.) aus der Zhou-Dynastie. Er entdeckte dort angeblich den Jade-Palast des Huáng Dì, des mythischen Gelben Kaisers und traf Xiwangmu, die Königliche Mutter des Westens, die ebenfalls dort ihren mythologischen Aufenthaltsort hatte. Das Kunlun-Gebirge wurde deshalb als der Ort angesehen, an dem man Unsterblichkeit erlangen konnte. Der Mythologie zufolge lebten hier unter anderem die Xian, die Unsterblichen.
Von dieser Legende inspiriert, verlegte der britische Schriftsteller James Hilton in seinem 1933 erschienenen Roman Lost Horizon den fiktiven Ort Shangri-La an das westliche Ende der Kunlun-Berge. Hiltons Utopie war so erfolgreich, dass viele bis heute an die Existenz Shangri-Las glauben und sich auf die Suche nach dem mystischen Ort ins Kunlun begeben.

## Europäische Forschungen
1855 überquerten die bayerischen Alpenforscher Hermann Schlagintweit und sein Bruder Robert Schlagintweit das Kunlun-Gebirge. Hermann von Schlagintweit fügte nach seiner Erhebung in den erblichen bayerischen Adelsstand den Namen des Gebirges seinem Familiennamen in der Form  von Schlagintweit-Sakünlünski hinzu.